# Andy Jameson
Andy Jameson (Reino Unido, 19 de febrero de 1965) es un nadador británico retirado especializado en pruebas de estilo mariposa, donde consiguió ser medallista de bronce olímpico en 1988 en los 100 metros.

## Carrera deportiva
En los Juegos Olímpicos de Seúl 1988 ganó la medalla de bronce en los 100 metros mariposa, con un tiempo de 53.30 segundos, tras el surinamés Anthony Nesty (oro con 53.00 segundos que fue récord olímpico) y el estadounidense Matt Biondi.
Y en el Campeonato Mundial de Natación de 1986 celebrado en Madrid volvió a ganar el bronce en la misma prueba.